# Buffalo Center (Iowa)
Buffalo Center es una ciudad situada en el condado de Winnebago, en el estado de Iowa, Estados Unidos. Según el censo de 2010 tenía una población de 905 habitantes.

## Geografía
Según la Oficina del Censo de los Estados Unidos, la localidad tiene un área total de 2,78 km², la totalidad de los cuales 2,78 km² corresponden a tierra firme.

## Demografía
Según el censo de 2010, había 905 personas residiendo en la localidad. La densidad de población era de 325,54 hab./km². Había 465 viviendas con una densidad media de 167,27 viviendas/km². El 96,13% de los habitantes eran blancos, el 0,55% afroamericanos, el 0,55% amerindios, el 0,22% asiáticos, el 2,1% de otras razas, y el 0,44% pertenecía a dos o más razas. El 5,97% de la población eran hispanos o latinos de cualquier raza.